# Пияровский, Ярослав
Ярослав Пияровский (пол. Jarosław Pijarowski, род. 18 декабря 1971 года, Быдгощ) — польский деятель культуры и искусства стиля авангард, фотограф, преподаватель, основатель Театра Творения. Занимается современной музыкой, поэзией, изобразительным искусством и созданием театрально-музыкальных постановок.

## Биография
Артистическую деятельность начал в 1989 году в г. Быдгощ. Сотрудничал, в том числе, с Анджеем Пшибельским, Михаэлем Огородовым (Гонг), Юзефом Скшеком (SBB), Славомиром Цесельским (Республика), Тимом Сэндфордом, Францишком Старовейским, Лешеком Голдышевичем, Эуразией Сжедницкой, Богуславом Раатцем (Question Mark), Лукашем Водыньским, Ксавье Байлем, Яцеком Каминьским, Йоргосом Сколиасом, Мареком Мацеевским (Variété), Анджеем Новаком и Мареком Пекарчиком из TSA (музыкальный коллектив), Самбором и Павлом Дудзинскими, Владиславом «Гудонис» Комендареком, Славомиром Лобашевским, Мацеем Мыга, Якубом Маршалеком, Вальдемаром Кнаде, а также актерами Мариушем Бенуа, Адамом Ференцы, Даниэлем Ольбрыхским и Дереком Джекоби.
На рубеже 2011—2012 гг. Совместно с Богуславом Раатцем основал дуэт Pro-Vox, в 2013 основал студийную группу G21 (с Мацеем Мыга и Славомиром Цесельским), а также группу Nightcrawler.
10 мая 2002 r. во Вроцлаве было зарегистрировано правление Польского общества графологов, в котором Пияровски был выбран вице-председателем.
В 2006 г. Был выбран членом The British Institute of Graphologists в Лондоне. Кроме того, является судебным экспертом в области экспертизы документов при Окружном суде.
25 апреля 2004 г.в Праге получил титул «Certified International Security Professional». В Польше опубликованы фрагменты его лекций из области управления человеческими ресурсами в организациях, голографической защиты, а также почерковедения.
10 ноября 2004 г Музей дипломатии и польского изгнанничества в г. Быдгощ присвоило Я.Пияровскому звание Почетного хранителя музея, а 15 ноября 2004 г. он был номинирован на посланника Куявско-Поморского региона на территории Великобритании (Куявско-Поморское маршальское управление). 5 июня 2008 г. публично был представлен «Акт единства», разработанный и исполненный Я.Пияровским совместно с доктором наук, профессором Университета им. Казимежа Великого в Быдгощи Адамом Судолом. 10 июня 2008 г. он получил премию мэра г. Быдгощ за I Международную выставку «AutografExpo».
В 2012 г. проект «Exlibris Jarosław Pijarowski», выполненный проф. Петром Гойовы из УНК в Торуны выставлялся, в том числе, на: XXIV международном биеннале современного экслибриса, в Мальборке в 2013, а также на IX Международном графическом конкурсе экслибрисов — в Гливице в 2012 (получил второе место).
В 2013 г. Я.Пияровски стал председателем коллегиального суда и международным координатором (на общественных началах) KSPSK.
В июне 2014 года Пияровски запустил проект цикла мероприятий под названием «Art in Prison», адресованных осужденным, отбывающим наказание в местах лишения свободы.
В сентябре 2015 года Пияровски стал стипендиатом мэра г. Быдгощ Рафала Бруского за деятельность в области искусства и в пользу распространения культуры.

## Сценические и музыкально-зрелищные формы
- Замок звука (Zamek dźwięku) (2011) — монументальное зрелищное театрально-музыкальное представление (в том числе с Йоргосом Сколиасом (Jorgosem Skoliasem), Лешеком Голдышевичем, Славомиром Цесельским, Тимом Санфордом, Робертом Беляк, Лукашем Водыньским, Богуславом Раатцем и Яцеком Каминьским)
- Террариум (Terrarium) (2012) — авангардная оратория с участием Юзефа Скшека, Эуразии Сжедницкой и хором Via Musica,
- Один альбом рождает другой (Album Rodzi Inny) (2012) — музыкальное представлением с участием, в том числе, Славомира Цесельского и Кшиштофа Точко
- Фукусима (Fukushima) (2013) — перформанс и концерт с участием Эуразии Сжедницкой, Славомира Цесельского, Дамиана Петрасика, Михала Мильчарка, Мацея Мига, Богуслава Раатца.
- Натюрморт (Martwa Natura) — Live (2013) с участием Владислава Комендарка, Эуразии Сжедницкой, Славомира Цесельского, Михала Мильчарка, Богуслава Раатца, Вальдемара Кнаде и хора Via Musica.
- Пространство и время (Czasoprzestrzeń) — Live Forever (15 июня 2014) с участием Владислава Комендарка, Йоргоса Сколиаса, Юзефа Скшека, Эуразии Сжедницкой, Славомира Цесельского,Якуба Маршалка, Славомира Лобачевского, хора Via Musica, а также Марека Пекарчика.
- Heaven on Earth — Live in Mózg (Live in Мозг) (16.06.2014) с участием Владислава Комендарка, Йоргоса Сколиаса, Якуба Маршалка, Анджея Дудка-Дюрера и Лешека Гольдышевича.

## Литературное творчество
- Календарь теней (Kalendarz Cieni) (1989)
- Губы, запекшиеся от смысла (Usta spękane treścią) (1998)
- Приговор бытия (Wyrok istnienia) (1999)
- Губы, запекшиеся от смысла (Usta spękane treścią (2003)) 2 издание, исправленное (ARCANUS)
- OFF — Жизнь без дотаций (OFF — Życie bez dotacji) (2015)

## Радиопостановки
- Gate 2012/2013 (2012) — радиопостановка с участием Адама Ференца, Мариуша Бенуа, Славомира Цесельского, Марека Пекарчика и Эуразии Сжедницкой

## Дискография
1. «Из архива ИНП (Института народной памяти)» («Z archiwum IPN-u») (2011) PRO-VOX с Богуславом Раатцем
2. «PRO-VOX live» (2012) DVD с записью концерта с участием Богуслава Раатца в Голубе-Добжине.
3. «Terrarium — Live in Bydgoszcz» (2013) — диск, записанный с участием, среди прочих, Юзефа Скшека, Эуразии Сжедницкой и хора Via Musica[30]
4. «Terrarium — Organ Works» (2013) — диск, записанный Юзефом Скшеком и Ярославом Пияровским
5. «The dream Off Penderecki» (2013) — в том числе с участием Юзефа Скшека, Даниэля Ольбрыхского, Дерека Якоби и хора (Brain Active Records)
6. Альбом «Человек из Высокого замка» («Człowiek z Wysokiego Zamku (album))» (2014) с участием Юзефа Скшека, Владислава Комендарка и Йоргоса Сколиаса (Brain Active Records)
7. «GraaLicja» (2014) с Владиславом Комендарком (лимитированный выпуск — винил) (Brain Active Records)
8. «Протеины (Право отца)» Proteiny (Prawo Ojca)" (лимитированный выпуск — на флеш-диске) с участием Марека Пекарчика, группы G21 и ансамблем Nightcrawler (Brain Active Records)
9. «Реквием для былых мгновений» («Requiem dla chwil minionych») (2015) с Юзефом Скшеком (Brain Active Records)
10. «OFF — Жизнь без дотаций» «OFF — Życie bez dotacji» (2015)

### В качестве гостя
1. La Terra Rossa (2013)Question Mark с участием Богуслава Раатца, Р.Беляка, Михаэля Огородова, Тима Санфорда

## Выставки и зрелищные постановки
- Пространство и время и производные (Czasoprzestrzeń i pochodne) (1994) выставка фотограмм — свето-звуковая постановка; Авторская галерея Яна Кайя и Яцека Солиньского
- Палатки Данте (Namioty Dantego) (1995) — концерт, инсталляция, зрелищная постановка Замок поморских князей в Щецине (совместное продюсирование с Петром Бадзягом) — выступают, в том числе, Кароль Шимановски, Вацлав Венгжин, Марцин Яр
- II Обозрение фотографии г. Быдгощ (1998) BWA — Быдгощ
- III Обозрение фотографии г. Быдгощ (2000) BWA — Быдгощ
- Exibition & Sound (2001) — выставка фотограмм, свет и звук, Галерея Аликс — Быдгощ
- IV Обозрение фотографии г. Быдгощ (2002) BWA — Быдгощ
- Минуты присутствия (Chwile Obecności) −1979 — 2004 (2004) — юбилейная экспозиция по случаю 25-летия деятельности Авторской галереи Яна Кайя и Яцека Солиньского BWA — Быдгощ
- Обозрение фотографии г. Быдгощ (2004) BWA — Быдгощ
- Frozen In monitoring (2006) performance Hyde Park/Nothig Hill — Лондон
- Frozen in Monitoring (2006) performance (неподалеку от Музея секс-машин) Прага
- АвтографЭкспо и Портреты с автографом (2008) Музей польской дипломатии и эмиграции в г. Быдгощ
- Театр рисования, часть 1 (Teatr Rysowania część 1) (2010) — фонд Les Artes — Торунь (с Лукашем Водыньским и Ксавье Бейль)
- Sens 9449 — Группа диалога (Grupa Dialogu) (2010) — концерт Группа диалога, Л.Гольдышевич, Я.Пияровски,
- Звуки речи (Dźwięki Mowy) — Группа диалога (2010) M.Санковска, К.Корнацка, Я.Пияровски, Л.Гольдышевич и другие — Музыкальный университет им. Ф.Шопена в Варшаве
- Звуки речи (Dźwięki Mowy) — Звук новый Хперимент (Dźwięk Nowy Xperyment) — Группа диалога (2011) M.Санковска, К.Корнацка, Я.Пияровски, Л.Гольдышевич и другие — Музыкальный университет им. Ф.Шопена в Варшаве
- Театр рисования, часть 2 (2011) Закшево (с Лукашем Водыньским и Ксавье Бейль)
- Театр рисования, часть 3 — Финал (2011) Центр современного искусства в Торуни, (с Лукашем Водыньским и Ксавье Бейль, в качестве гостя Богуслав Раатц)
- Creativeness — 1971-1991-2011 -? (2011) — выставка, перформанс — Торунь — ретроспективная выставка, в качестве гостя как Я.Пияровски — Л.Гольдышевич.
- Фотосалон (Salon Fotograficzny) 2011 (2011) выставка — Нью-Йорк — (Я.Пияровски в качестве почетного гостя) — Польско-американский клуб Фотографика и Генеральное консульство РП в Нью-Йорке

- Made In Poland (2011) — цикл выставок — Администрация города и гмины Голюб-Добжинь и Городской центр культуры Пианола (MCK/Pianola) Быдгощ
- ПрощаниеСМозгом (PożegnaNieZmózgiem)/ТИШИНА (CISZA) — OPENCLOSE Группа диалога Я.Пияровски, Л.Гольдышевич и другие
- Памяти Анджея Пшибельского (Pamięci Andrzeja Przybielskiego) (2012) концерт (совместно с Театром Перформер) и выставка — ГЦК Пианола Быдгощ
- Малая ретроспектива (Retrospektywa mała) (2013) Ломянки
- Большая ретроспектива (Retrospektywa duża) (2013) CBR Варшава
- Абаканович, Магдалена \ Пияровски, Ярослав — The art dimensions (Prologue — Warsaw) (2016) Варшава
- Пияровски - dialogues with... Генеральное Консульство Республики Польша(2017) Нью-Йорк